# 吳紀
吳紀（1449年—？年），字堙之，湖廣衡州府衡山縣人，軍籍，明朝政治人物。進士出身。

## 生平
早年出身國子生，成化元年（1465年）乙酉科湖廣鄉試第三十□名。成化十四年（1478年）戊戌科會試第二百八十四名，殿試登進士第二甲第四十名。授兵部主事，歷官兵部员外郎、郎中，弘治八年（1495年）九月升浙江布政司右参议，十五年五月升本司右參政。捐俸二千馀金，贮库，以备赈济。著有《遗清轩稿》。

## 家族
曾祖父吳叔□。祖父吳偉七。父亲吳忠富。母劉氏，继母武氏。慈侍下。兄吴维（贡士）。
继母武氏，衡山人，年二十五为孀妇，断发矢志，督课藐孤，五十年完节。成化辛卯仲子维登经魁，戊戌季子纪成进士，官浙江参政，累封太宜人。